# Preobrajenți, Burgas
Preobrajenți (în bulgară Преображенци) este un sat în comuna Ruen, regiunea Burgas,  Bulgaria. 

## Demografie
Componența etnică a satului Preobrajenți
     Turci (80,84%)
     Bulgari (15,78%)
     Nicio identificare (3,36%)
     Altele (0%)
La recensământul din 2011, populația satului Preobrajenți era de 475 locuitori. Din punct de vedere etnic, majoritatea locuitorilor (80,84%) erau turci, cu o minoritate de bulgari (15,78%). Pentru 3,36% din locuitori nu este cunoscută apartenența etnică.